# Guy C. Wiggins
Guy Carleton Wiggins (Nueva York, 23 de febrero de 1883 - San Agustín, 25 de abril de 1962) fue un pintor impresionista estadounidense. Hijo del también pintor Carleton Wiggins, quien tuvo una larga y aclamada carrera como paisajista. Fue uno de los miembros más jóvenes de la Old Lyme Art Colony, se especializó a lo largo de su carrera en retratar escenas de la ciudad de Nueva York cubiertas por la nieve y otros paisajes invernales. Además retrataba paisajes de Nueva Inglaterra en verano. 

## Biografía
Guy C. Wiggins nació el 23 de febrero de 1883 en Brooklyn un distrito o borough de la ciudad de Nueva York (Estados Unidos). Su padre Carleton Wiggins fue un artista consumado que le dio a su hijo su primera formación como pintor. Alrededor de 1900, estudió arquitectura y dibujo en el Instituto Politécnico de Brooklyn, pero decidió estudiar pintura en la Academia Nacional de Diseño, donde estudió con los aclamados pintores William Merritt Chase y Robert Henri. A los 20 años, se convirtió en el estadounidense más joven en exponer una obra en la colección permanente del Museo Metropolitano de Arte.
A partir de 1902, acompañó a su padre a la colonia artística de Old Lyme, de la que se convirtió en miembro, trabajando junto con otros pintores impresionistas como Childe Hassam, Willard Leroy Metcalf, Edward Francis Rook y Frank DuMond que estaban desarrollando su propia versión del impresionismo fusionando la técnica francesa con las convenciones estadounidenses. A partir de 1920, Wiggins se mudó a una antigua granja en Hamburg Cove en Old Lyme donde pasaba los veranos, sin embargo, todavía pasaba un tiempo en Nueva York. Luego se especializó en la pintura de paisajes en un estilo impresionista, pintando escenas de la ciudad de Nueva York bajo la nieve y paisajes de invierno y de verano de Nueva Inglaterra.
En una entrevista publicada en el The Detroit News en 1924, habló sobre sus escenas de nieve en Nueva York: 

Un frío, furioso y nevado día de invierno (1912) Estaba en mi estudio de Nueva York tratando de pintar un paisaje de verano. Las cosas no iban bien, y me quedé sentado sin hacer nada mirando por la ventana a la nada. De repente, vi lo que había delante de mí: una vía de tren elevada, con un tren corriendo como loco a través de la nieve arremolinada como una ventisca que hacía brumosa e indistinta la hilera de edificios al otro lado de la calle ("Metropolitan Tower, 1912" Museo Metropolitano de Arte, Nueva York).

En 1937, se mudó a Essex (Connecticut). Allí fundó la Escuela de Arte Guy Wiggins donde enseñó a pintar. Durante los siguientes años, además de enseñar, viajó por los Estados Unidos, pintando sobre todo escenas de los estados de Montana, Massachusetts y Connecticut. Con el permiso del presidente Dwight D. Eisenhower, completó dos pinturas de la Mansión Ejecutiva desde el césped de la Casa Blanca, una de las cuales finalmente se colocó en el Museo Presidencial de Eisenhower en Abilene (Kansas), después de estar colgada en la oficina del presidente.
Durante su carrera, trabajó como presidente de la Academia de Bellas Artes de Connecticut y fue miembro de la Academia Nacional de Diseño, el Club de Pintura y Arcilla de New Haven y la Asociación de Arte de Lyme. Ganó el premio Flagg, el premio Cooper y el premio Atheneum de la Academia de Bellas Artes de Connecticut; la Medalla Harris del Art Institute of Chicago; el Premio Turnbull y el Premio Isidor del Club Salmagundi; y el Premio Memorial J. Francis Murphy de la Escuela de Diseño de Rhode Island.
Al final de su vida, residía en Old Lyme durante el verano y pasaba el invierno en San Agustín en el estado de Florida, donde murió en 1962 a la edad de 79 años. Su cuerpo fue devuelto a su casa en Connecticut y enterrado en Lyme.
Conoció a su primera esposa, Dorothy Stuart Johnson, en Wimbledon (Londres). La pareja se casó en 1914. Su hijo, Guy Arthur Wiggins (1920-2020), también fue un pintor talentoso. La pareja se divorció y Wiggins se casó con Dolores Gaxton Hughes en 1945. Tuvieron un hijo Carleton Wiggins y una hija, Dorothy Gibson.

## Pinturas
Wiggins a menudo pintaba escenas de la ciudad de Nueva York, como se evidencia en las pinturas que actualmente se conservan en varios museos estadounidenses comoː The Metropolitan Tower (Museo Metropolitano de Arte, Nueva York); Washington Square en invierno (Museo de Arte de Richmond, Indiana); Columbia Circle, en invierno (Galería Nacional de Arte, Washington); y Riverside Drive (1915).
Sus obras actualmente se exponen en varios museos estadounidenses comoː el Museo de Brooklyn y el Museo Metropolitano de Arte de Nueva York, la Galería Nacional de Arte y el Museo Smithsonian de Arte Americano en Washington, el Instituto de Arte de Chicago, el Museo de Arte Muskegon, el Museo Público de Reading en West Reading y el Wadsworth Atheneum en Hartford.

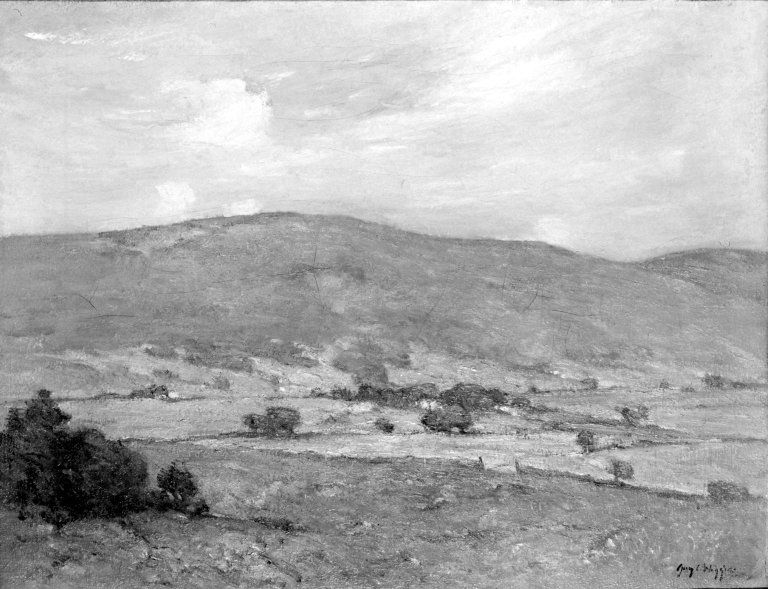
Berkshire Hills en junio (1910)
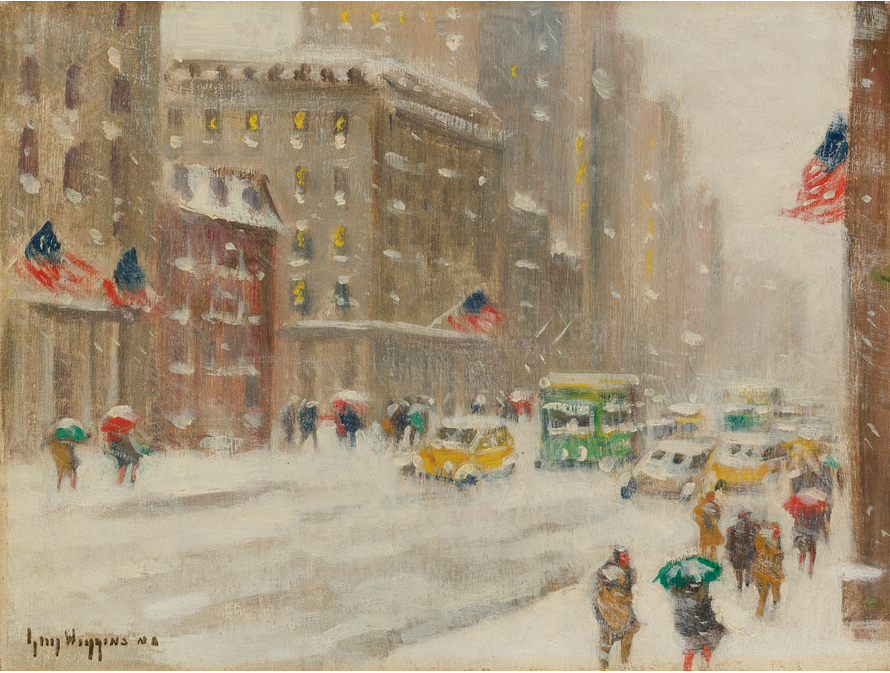
Tormenta en la Quinta Avenida
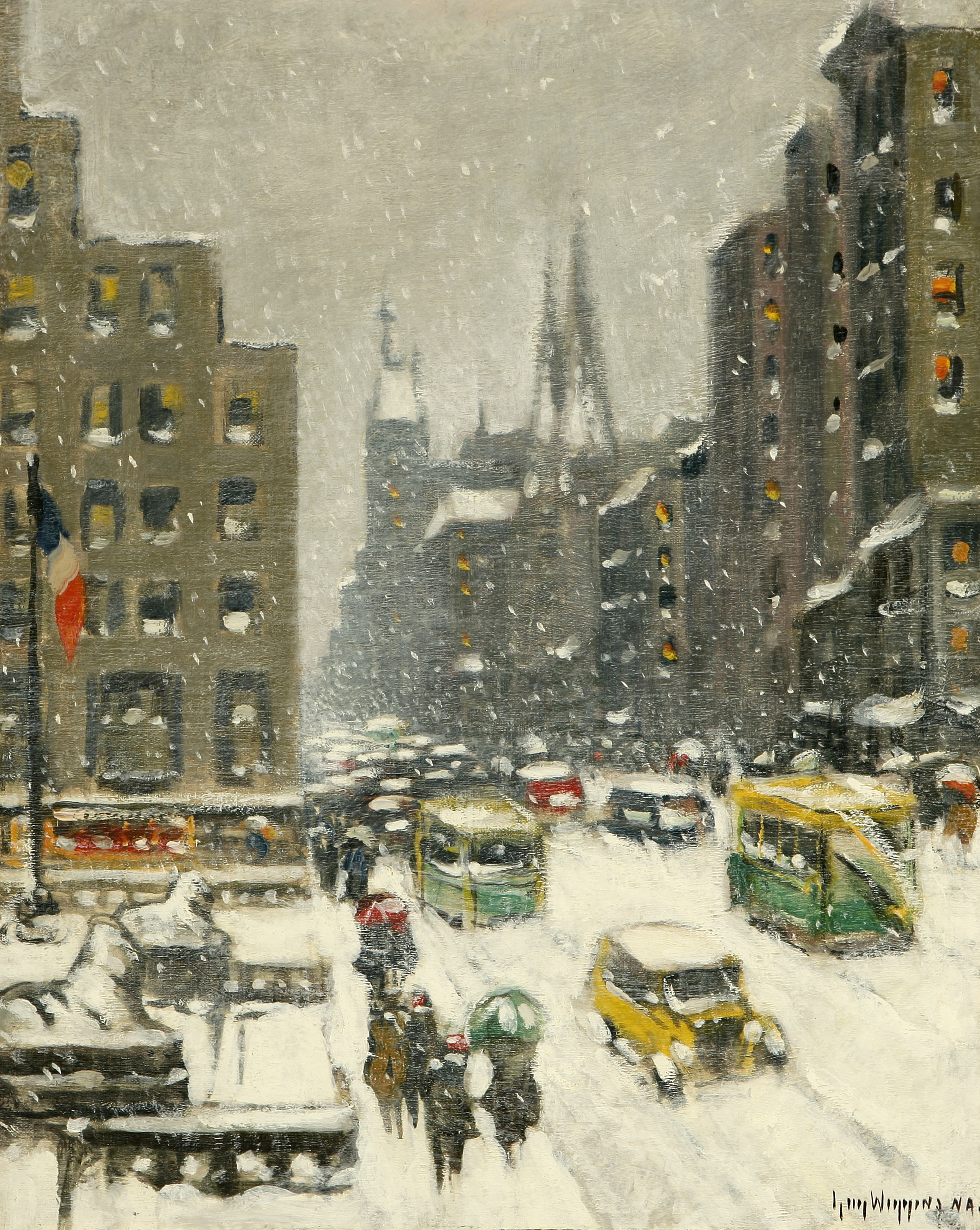
Tormenta en la Quinta Avenida
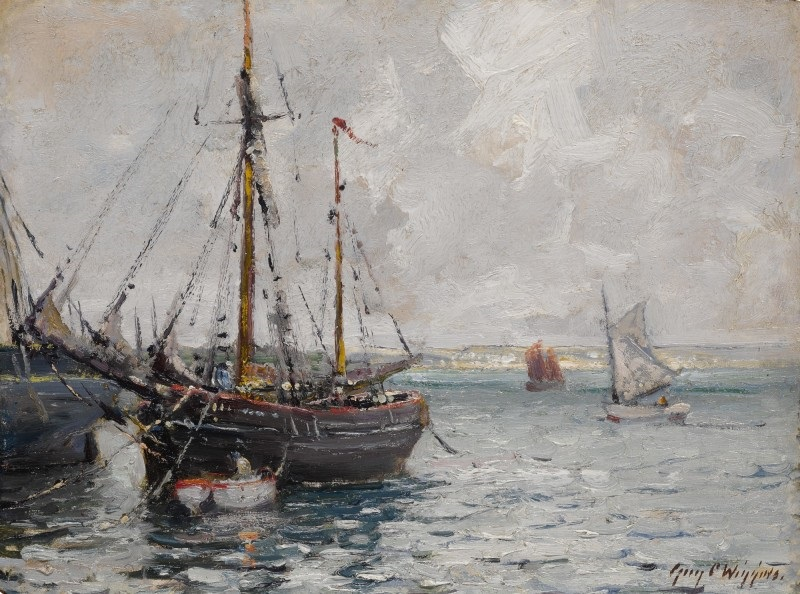
St Ives (1914)
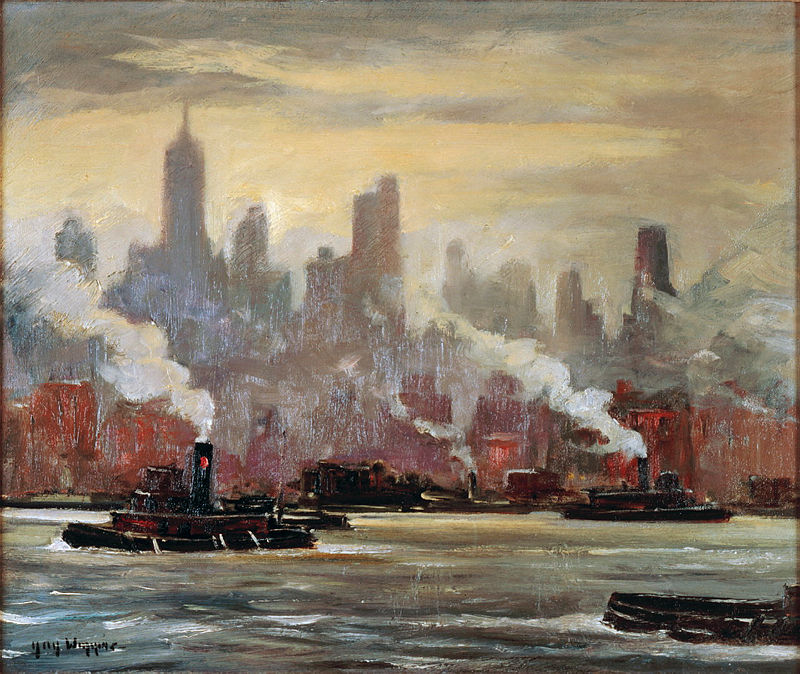
Río Este